# إيفلينا (رواية)
ايفيلينا أو تاريخ مدخل سيدة شابة في العالم رواية كتبها المؤلف الإنجليزي فاني بيرني ونشرت لأول مرة في العام 1778. على الرغم من نشرها بشكل مجهول، تم الكشف عن تأليفها من قبل الشاعر جورج هودسفورد في ما أطلق عليه بيرني «قصيدة خسيسة» .
في رواية هذه الرواية المكوّنة من 3 مجلدات، تحمل شخصية إيفيلنا ابنة غير معترف بها ولكنها شرعية للأرستقراطي الإنجليزي المتشتت ، وبالتالي ترعرعت في عزلة ريفية حتى عامها السابع عشر. من خلال سلسلة من الأحداث الفكاهية التي تقام في لندن ومنتجع Hotwells ، بالقرب من بريستول ، تتعلم ايفيلينا التنقل عبر الطبقات المعقدة من مجتمع القرن الثامن عشر وكسب حب النبيل المتميز. هذه الرواية العاطفية ، التي لديها مفاهيم حسّية ورومانسية مبكرة ، تسخر من المجتمع الذي تم تعيينه فيه ، وهي مقدمة مهمة لعمل جين أوستن وماريا إيدجورث ، التي تستكشف رواياتها العديد من القضايا نفسها.

## روابط خارجية
- ايفيلينا على موقع الموسوعة البريطانية (الإنجليزية)